# Aleksander Blum
Aleksander Blum (ur. 14 października 1908 w Woroneżu, zm. 27 maja 1996 w Londynie) – polski rusycysta i historyk emigracyjny, badacz dziejów najnowszych.

## Życiorys
W latach 1937–1939 był słuchaczem Wyższej Szkoły Wojennej w Warszawie.
W 1939 ukończył historię na Uniwersytecie Stefana Batorego w Wilnie. W okresie II wojny światowej żołnierz 2 Dywizji Strzelców Pieszych. Wziął udział w obronie Francji w 1940, następnie internowany w Szwajcarii. Po uwolnieniu w 1941 przez trzy lata pełnił funkcję asystenta w katedrze historii średniowiecznej na Uniwersytecie we Fryburgu, obronił tam doktorat w zakresie literatury polskiej i rosyjskiej. Po 1945 roku pozostał na emigracji w Wielkiej Brytanii, habilitował się i wykładał historię na Polskim Uniwersytecie na Obczyźnie (PUNO). W latach 1956–1958 wykładał na Uniwersytecie Londyńskim, od 1958 pracował jako wykładowca języka rosyjskiego w Ealing Technical College. W 1965 otrzymał propozycję pracy w Council for National Academic Awards, w 1971 otrzymał nominację profesorską. W tym samym roku został profesorem historii nowoczesnej, a w latach 1972-1985 był dziekanem Wydziału Humanistycznego PUNO. Inicjator Seminarium Kultury Polskiej na Ealingu. Od 1974 członek czynny Wydziału Humanistycznego Polskiego Towarzystwa Naukowego na Obczyźnie.
W 1979 otrzymał złotą odznakę honorową Koła Lwowian (17 grudnia 1979). W 1981 otrzymał nagrodę pisarską Stowarzyszenia Polskich Kombatantów.

## Publikacje
- Jan III Sobieski, oprac. A. Blum, Komitet Kulturalno-Oświatowy D.S.P. 1943.
- Le drame du commandement dans les oeuvres de Stanislas Wyspiański consacrées à L’insurrection de novembre 1830,  Fribourg 1943.
- Artyleria polska : kampania francuska 1949 : materiały do księgi pamiątkowej artylerii polskiej na Zachodzie 1940–1945, red. Aleksander Blum, Londyn: Koło Oficerów Artylerii 1983.
- Moja zimna wojna (wspomnienia emigracyjne), Londyn: nakładem kolegów b. żołnierzy, ich rodzin, przyjaciół i subskrybentów 1984.
- "L'oubli est pire que la mort" = "Zapomnienie jest gorsze od śmierci", Londres 1984.
- "O broń i orły narodowe"... : (z Wilna przez Francję i Szwajcarię do Włoch). Wspomnienia, fotografie i dokumenty, Londyn: nakładem przyjaciół 1985.
- Trzynaście lat Seminarium Kultury Polskiej PUNO na Ealingu [w:] Oświata, książka i prasa na obczyźnie. Prace Kongresu Kultury Polskiej, red. C. Czapliński, Londyn 1989, s. 233-235.
- Artyleria polska : bitwa o Bolonię 1945 : materiały do księgi pamiątkowej artylerii polskiej na Zachodzie 1940–1945. Aleksander Blum (red.). Londyn: Koło Oficerów Artylerii, 1990.
- Działania bojowe 2-ej Dywizji Strzelców Pieszych, oprac. zbior. pod red. Aleksandra Bluma i Tadeusza Kryski-Karskiego, Londyn: Koło b. Żołnierzy 2 Dywizji Strzelców Pieszych 1990.
- Zwyciężeni, ale nie pokonani. Polska Dywizja na szwajcarskiej ziemi 1940–1945 = Besiegt, doch unbezwungen : eine polnische Division auf dem schweizerischen Boden 1940–1945, scenariusz i red. Zygmunt Prugar-Ketling; oprac. graf. Tadeusz Kazubek; aut. tekstów Aleksander Blum et al., Warszawa: "Rytm" 2000.